# Kwantumveldentheorie
De kwantumveldtheorie is een onderdeel van de moderne natuurkunde. Het is een theoretisch kader voor de constructie van kwantummechanische modellen van veld-achtige systemen of, equivalent, veeldeeltjessystemen. De meeste theorieën in de moderne deeltjesfysica zijn geformuleerd als relativistische kwantumveldtheorieën. In de vastestoffysica worden kwantumveldtheorieën in heel wat situaties gebruikt, vooral dan wanneer het aantal deeltjes kan variëren — bijvoorbeeld in de BCS-theorie van supergeleiding.

## Geschiedenis
De kwantumveldtheorie is in de jaren 1920 ontstaan, toen werd geprobeerd een kwantummechanische theorie van het elektromagnetische veld op te stellen. In 1926 construeerden Max Born, Pascual Jordan en Werner Heisenberg zulk een theorie door de interne vrijheidsgraden van het veld uit te drukken in een oneindige verzameling van harmonische oscillatoren. Vervolgens hebben zij daar een canonieke kwantisatie op toegepast. Deze theorie veronderstelde de afwezigheid van elektrische ladingen of stromen en ze zou vandaag worden geklasseerd als een "vrije" veldentheorie. De eerste complete theorie van de kwantumelektrodynamica, die zowel elektromagnetische velden als elektrisch geladen materie, namelijk elektronen, bevatte, werd in 1927 door Paul Dirac opgesteld. Deze kwantumveldtheorie kon voor de modellering van belangrijke processen worden gebruikt, zoals de uitstraling van een foton door een elektron wanneer dit naar een kwantumtoestand met lagere energie valt, een proces waarin het aantal deeltjes verandert: een atoom in de oorspronkelijke toestand wordt een atoom plus een foton in de uiteindelijke toestand. Sindsdien is duidelijk geworden dat de mogelijkheid zulke fenomenen te beschrijven een van de belangrijkste kenmerken is van een kwantumveldtheorie.
Vanaf het begin was het duidelijk dat een correcte behandeling van het elektromagnetische veld op de een of andere manier Einsteins relativiteitstheorie moest bevatten, aangezien deze theorie uit de studie van het klassieke elektromagnetisme was voortgekomen. Relativiteit en kwantummechanica samenvoegen was de tweede grote drijfveer achter de ontwikkeling van de kwantumveldtheorie. Jordan en Pauli toonden in 1928 aan dat het mogelijk was om kwantumvelden bij coördinatentransformaties het gedrag op te leggen dat door de speciale relativiteitstheorie wordt voorspeld. Specifiek toonden ze aan dat commutatoren van velden lorentzinvariant zijn. In 1933 toonden Bohr en Rosenfeld aan dat dit resultaat kan worden geïnterpreteerd als een beperking op het meten van velden, die door een ruimteachtig interval van elkaar worden gescheiden, dat volgens de relativiteitstheorie noodzakelijk is. De evolutie van de kwantumveldtheorie maakte een volgende grote stap door de ontdekking van de Diracvergelijking, een eendeeltjesvergelijking die aan de wetten van zowel de kwantummechanica als de (speciale) relativiteit voldoet. Het werd aangetoond dat sommige van de minder gewenste eigenschappen, zoals toestanden met negatieve energie, geen probleem meer vormden bij een herformulering als een kwantumveldtheorie. Dit werk werd verricht door Furry, Oppenheimer, Fock en anderen.
De derde fase in de ontwikkeling van de kwantumveldtheorie bestond uit de consistente en eenvoudige behandeling van de statistische mechanica van veeldeeltjessystemen. In 1927 trachtte Jordan de canonieke kwantisatie van velden uit te breiden naar de golffunctie van een systeem van veel identieke deeltjes. Deze procedure wordt soms 'tweede kwantisatie' genoemd. Voor fermionen geldt het uitsluitingsprincipe van Pauli. In 1928 vonden Jordan en Wigner dat de kwantumvelden die elektronen of andere fermionen beschrijven, vanwege het uitsluitingsprincipe ontwikkeld moeten worden met anticommuterende creatie- en annihilatieoperatoren. Deze nieuwe ontwikkeling werd opgenomen in de veeldeeltjestheorie en oefende een grote invloed uit op de vastestoffysica en de kernfysica.
Ondanks haar eerste successen werd de kwantumveldtheorie geplaagd door enkele ernstige theoretische moeilijkheden. Veel schijnbaar onschuldige fysische grootheden, zoals de energieverschuiving van elektrontoestanden in aanwezigheid van een elektromagnetisch veld, leverden oneindigheden wanneer ze werden berekend met de kwantumveldtheorie; dat leek een onzinnig resultaat. Dit divergentieprobleem is in de jaren 1940 door Bethe, Tomonaga, Schwinger, Feynman en Dyson opgelost, door een procedure in te voeren, de renormalisatie. Deze ontwikkeling vond haar hoogtepunt in de constructie van de moderne theorie van kwantumelektrodynamica (QED). In het begin van de jaren 1950 werd de QED door het werk van Yang en Mills uitgebreid naar een klasse van kwantumveldtheorieën bekend als ijktheorieën. In ijktheorieën kunnen de voorkomende oneindigheden tegen elkaar worden weggestreept. In de jaren 1960 en '70 werd een ijktheorie geformuleerd die nu bekendstaat als het standaardmodel van de deeltjesfysica. Dit model beschrijft alle bekende elementaire deeltjes en de interacties ertussen. Het deel van het standaardmodel over de zwakke wisselwerking werd door Glashow geformuleerd, het higgsmechanisme werd door Weinberg en Salam toegevoegd. 't Hooft en Veltman hebben bewezen, dat de theorie consistent is.
Nog tijdens de jaren 1970 leidden parallelle ontwikkelingen in de studie van faseovergangen in de vastestoffysica, met Kadanoff, Fisher en Wilson, voortbouwend op werk van Stueckelberg, Peterman, Gell-Mann en Low, tot een nieuwe kijk en nieuwe methoden. Ze gaven een beter fysisch inzicht in de procedure van renormalisatie die in de jaren 1940 was uitgevonden. De ingevoerde renormalisatiegroep gaf aanleiding tot wat de "grote synthese" van de theoretische natuurkunde werd genoemd: de kwantumveldtheoretische technieken gebruikt in deeltjesfysica en in vastestoffysica werden in een enkel theoretisch kader verenigd.
De studie van kwantumveldtheorieen is volop in ontwikkeling en er zijn veel toepassingen van haar methodes op fysische problemen. Ze blijft een van de meest bloeiende takken van de theoretische natuurkunde.

## Principes van de kwantumveldtheorie

### Klassieke velden en kwantumvelden
De kwantummechanica is, in haar meest algemene formulering, een theorie van abstracte operatoren, de 'observabelen' of 'waarneembare grootheden', die inwerken op een abstracte toestandsruimte (die een hilbertruimte is). De observabelen stellen fysisch waarneembare grootheden voor en de toestandsruimte bevat alle mogelijke toestanden van het systeem onder beschouwing. Elke observabele komt overeen met het klassieke idee van een vrijheidsgraad. Zo zijn, bijvoorbeeld, de fundamentele observabelen geassocieerd met de beweging van een enkel kwantumdeeltje de positie- en de impulsoperatoren {\displaystyle {\hat {x}}} en {\displaystyle {\hat {p}}}. De gewone kwantummechanica handelt over zulke systemen, die een beperkt aantal vrijheidsgraden bezitten.
(Op dit punt is het belangrijk op te merken dat dit artikel het woord "deeltje" niet gebruikt in de context van de dualiteit van golven en deeltjes. In kwantumveldtheorie is het begrip "deeltje" een generieke benaming voor alle discrete kwantummechanische entiteiten, zoals een elektron, die zich onder verschillende experimentele regimes kunnen gedragen als klassieke deeltjes of golven.)
Een kwantumveld is een kwantummechanisch systeem dat een groot, mogelijk oneindig groot, aantal vrijheidsgraden bevat. Dit is niet zo exotisch als het zou lijken. Een klassiek veld bezit een verzameling vrijheidsgraden in elk punt van de ruimte. Het klassieke elektromagnetisch veld bestaat bijvoorbeeld uit twee vectoren — het elektrische veld en het magnetische veld — die in principe verschillende waarden kunnen aannemen in elk punt van de ruimte. Wanneer het veld in zijn geheel wordt beschouwd als een kwantumsysteem, heeft het een oneindige verzameling observabelen (zelfs een overaftelbare verzameling), aangezien er oneindig veel punten in de ruimte zijn.
Daarnaast zijn de vrijheidsgraden in een kwantumveld geordend in "herhaalde" verzamelingen. De vrijheidsgraden in een elektromagnetisch veld, bijvoorbeeld, kunnen worden gegroepeerd volgens de positie r met exact twee vectoren voor iedere positie r. Merk op dat r een gewoon getal is dat de observabelen "nummert"; het moet niet worden verward met de positieoperator {\displaystyle \mathbf {\hat {r}} } die men heeft in de gewone kwantummechanica en die zelf een observabele is. (De gewone kwantummechanica wordt hierom soms "nul-dimensionale kwantumveldtheorie" genoemd, aangezien ze slechts een enkele verzameling observabelen bezit.) Het is ook belangrijk op te merken dat er niets bijzonders is aan r, aangezien er meerdere manieren zijn om de vrijheidsgraden te "nummeren".
De volgende paragrafen zullen uiteenzetten hoe deze ideeën kunnen worden gebruikt voor de constructie van een kwantummechanische theorie met de gewenste eigenschappen. We zullen dit aanvangen met de uitleg van de kwantummechanica van een enkel deeltje en de bijbehorende eigenschappen van de mechanica van veel deeltjes. Vervolgens zullen we, met behulp van een "nummering" van de vrijheidsgraden van het veeldeeltjesprobleem, een kwantumveld opbouwen en zijn implicaties bestuderen.

### Kwantummechanica van één deeltje en veel deeltjes
In de gewone kwantummechanica is het de tijdsafhankelijke schrödingervergelijking die de beweging van een enkel niet-relativistisch deeltje beschrijft:
{\displaystyle \left[{\frac {|\mathbf {p} |^{2}}{2m}}+V(\mathbf {r} )\right]|\psi (t)\rangle =i\hbar {\frac {\partial }{\partial t}}|\psi (t)\rangle }
waar m de massa van het deeltje is, V de potentiaal die wordt aangelegd en |ψ› de kwantumtoestand (we gebruiken bra-ketnotatie).
We wensen te bekijken hoe dit probleem te veralgemenen voor N deeltjes. Er zijn twee redenen om zulk een veeldeeltjesprobleem te beschouwen. Ten eerste is dit nodig in de vastestoffysica, waar het typische aantal deeltjes van de orde van de constante van Avogadro (6,022 141 5 × 1023) is. Een tweede motivatie komt van de deeltjesfysica en de wens om de effecten van de speciale relativiteit in de theorie te brengen. Indien men de relativistische rustenergie in de bovenstaande vergelijking probeert te brengen, is het resultaat ofwel de klein-gordonvergelijking, ofwel de diracvergelijking. Deze vergelijkingen hebben echter enkele onvolkomenheden. Ze bezitten bijvoorbeeld eigenwaarden die lopen tot aan –∞, zodat er geen eenvoudige definitie schijnt te zijn van een grondtoestand. Het blijkt dat deze inconsistenties voortvloeien uit de verwaarlozing van de mogelijkheid tot de dynamische creatie of vernietiging van deeltjes, wat een cruciaal aspect van de relativiteit is. Einsteins beroemde massa-energierelatie E = m c2 voorspelt dat voldoende zware deeltjes kunnen vervallen tot lichtere deeltjes, en deeltjes met voldoende energie kunnen samenbundelen tot de vorming van deeltjes met massa. Zo kunnen, bijvoorbeeld, een elektron en een positron annihileren tot fotonen. Een consistente relativistische kwantumtheorie moet dus worden geformuleerd als een veeldeeltjestheorie.
Verder zullen we veronderstellen dat de N deeltjes ononderscheidbaar zijn. Dit impliceert dat de toestand van het gehele systeem ofwel symmetrisch (voor bosonen) ofwel antisymmetrisch (voor fermionen) moet zijn wanneer de coördinaten van twee deeltjes worden verwisseld. Deze veeldeeltjestoestanden zijn tamelijk ingewikkeld om op te schrijven. De algemene kwantumtoestand van een systeem van N bosonen, bijvoorbeeld, gaat als:
{\displaystyle |\phi _{1}\cdots \phi _{N}\rangle ={\sqrt {\frac {\prod _{j}N_{j}!}{N!}}}\sum _{p\in S_{N}}|\phi _{p(1)}\rangle \cdots |\phi _{p(N)}\rangle }
waar |φ› de eendeeltjestoestanden zijn, Nj het aantal deeltjes op toestand j is, en de som wordt genomen over alle mogelijke permutaties p van N elementen. In het algemeen is dit een som van N! (N faculteit) verschillende termen, wat al snel onhandelbaar wordt voor grotere waarden van N. Om dit probleem te vereenvoudigen, veranderen we dit in een kwantumveldtheorie.

### Tweede kwantisatie
In deze paragraaf zullen we een methode voor de opbouw van een kwantumveldtheorie bespreken die tweede kwantisatie wordt genoemd. Dit houdt in dat een manier moet worden gekozen om de kwantumvrijheidsgraden in de ruimte van veeldeeltjestoestanden te indexeren. Het is gebaseerd op het hamiltoniaanse formalisme van de kwantummechanica; er bestaan andere aanpakken, zoals het padintegraalformalisme van Feynman die een lagrangiaanse formulering gebruikt.

#### Tweede kwantisatie van bosonen
Voor de eenvoud zullen we beginnen met de behandeling van tweede kwantisatie voor bosonen, die symmetrische kwantumtoestanden vormen. Laat |φ1›, |φ2›, |φ3› enzovoort onderling orthogonale eendeeltjestoestanden zijn. De driedeeltjestoestand, bijvoorbeeld, met één deeltje in toestand |φ1› en twee in toestand |φ2› wordt dan
{\displaystyle {\frac {1}{\sqrt {3}}}\left[|\phi _{1}\rangle |\phi _{2}\rangle |\phi _{2}\rangle +|\phi _{2}\rangle |\phi _{1}\rangle |\phi _{2}\rangle +|\phi _{2}\rangle |\phi _{2}\rangle |\phi _{1}\rangle \right]}.
De eerste stap in tweede kwantisatie is het uitdrukken van deze kwantumtoestanden in termen van bezettingsgetallen door het opsommen van het aantal deeltjes in elke eendeeltjestoestand |φ1›, |φ2› enzovoort. Dit is niet meer dan een nieuwe manier om de toestanden te labelen. De toestand hierboven wordt dan bijvoorbeeld
{\displaystyle |1,2,0,0,0,\cdots \rangle }.
De volgende stap bestaat uit het uitbreiden van de ruimte van N-deeltjestoestanden totdat ze de toestanden voor alle mogelijke waarden van N bevat. Deze uitgebreide ruimte (de fockruimte) is samengesteld uit de toestandsruimte van een systeem zonder deeltjes (de zogenaamde vacuümtoestand), plus de toestandsruimte van een eendeeltjessysteem, plus de toestandsruimte van een tweedeeltjessysteem enzovoort. Het is eenvoudig in te zien dat er een eenduidig verband bestaat tussen de representatie met bezettingsgetallen en de geldige bosontoestanden in de fockruimte.
Op dit punt gekomen is het kwantummechanisch systeem verworden tot een kwantumveld in de betekenis die hiervoor werd beschreven. De elementaire vrijheidsgraden van het veld zijn de bezettingsgetallen en elk bezettingsgetal wordt geïndexeerd door een getal j dat aanduidt op welke eendeeltjestoestand |φ› het betrekking heeft.
De eigenschappen van dit kwantumveld kunnen worden onderzocht door het definiëren van creatie- en annihilatieoperatoren. Deze voegen een deeltje toe respectievelijk nemen er een weg. Ze zijn analoog met de "ladderoperatoren" bij de kwantummechanische beschrijving van de harmonische oscillator, waar deze een energiekwantum toevoegen of wegnemen. In onze setting, echter, zijn het deeltjes met een gegeven kwantumtoestand die worden gecreëerd of vernietigd. De bosonische annihilatieoperatoren a2 en de creatieoperatoren a2† bezitten de volgende werking:
{\displaystyle a_{2}|N_{1},N_{2},N_{3},\cdots \rangle ={\sqrt {N_{2}}}\ |N_{1},(N_{2}-1),N_{3},\cdots \rangle ,}
{\displaystyle a_{2}^{\dagger }|N_{1},N_{2},N_{3},\cdots \rangle ={\sqrt {N_{2}+1}}\ |N_{1},(N_{2}+1),N_{3},\cdots \rangle }.
Men kan bewijzen dat ze operatoren zijn in de kwantummechanische betekenis, dus lineaire operatoren die inwerken op de fockruimte. Daarbij zijn ze elkaars hermitisch toegevoegde, wat de gebruikte notatie rechtvaardigt. Men kan bewijzen dat ze voldoen aan de volgende commutatierelaties:
{\displaystyle \left[a_{i},a_{j}\right]=0\quad ,\quad \left[a_{i}^{\dagger },a_{j}^{\dagger }\right]=0\quad ,\quad \left[a_{i},a_{j}^{\dagger }\right]=\delta _{ij}},
waar δ de Kroneckerdelta voorstelt. Dit zijn juist de relaties waaraan de ladderoperatoren voor een oneindige verzameling onafhankelijke kwantummechanische harmonische oscillatoren voldoen, een voor elke eendeeltjestoestand. Een boson toevoegen of wegnemen is dus analoog aan het exciteren of de-exciteren van een energiekwantum in een harmonische oscillator.
De hamiltoniaan van het kwantumveld (die, via de schrödingervergelijking, de dynamica bepaalt) kan worden geschreven in termen van creatie- en annihilatieoperatoren. De hamiltoniaan van een veld van vrije (niet-wisselwerkende) bosonen is
{\displaystyle H=\sum _{k}E_{k}\,a_{k}^{\dagger }\,a_{k},}
waar Ek de energie van de k′de eendeeltjes-energie-eigentoestand is. Merk op dat
{\displaystyle a_{k}^{\dagger }\,a_{k}|\cdots ,N_{k},\cdots \rangle =N_{k}|\cdots ,N_{k},\cdots \rangle }.

#### Tweede kwantisatie van fermionen
Voor de beschrijving van fermionen blijkt dat een andere definitie van creatie- en annihilatieoperatoren moet worden gebruikt. Volgens het uitsluitingsprincipe van Pauli kunnen er geen twee fermionen dezelfde kwantumtoestand bezetten. Hierom kunnen de bezettingsgetallen Ni enkel de waarden 0 en 1 aannemen. De fermionische annihilatieoperatoren c en creatieoperatoren c† worden gedefinieerd door
{\displaystyle c_{j}|N_{1},N_{2},\cdots ,N_{j}=0,\cdots \rangle =0}
{\displaystyle c_{j}|N_{1},N_{2},\cdots ,N_{j}=1,\cdots \rangle =(-1)^{(N_{1}+\cdots +N_{j-1})}|N_{1},N_{2},\cdots ,N_{j}=0,\cdots \rangle }
{\displaystyle c_{j}^{\dagger }|N_{1},N_{2},\cdots ,N_{j}=0,\cdots \rangle =(-1)^{(N_{1}+\cdots +N_{j-1})}|N_{1},N_{2},\cdots ,N_{j}=1,\cdots \rangle }
{\displaystyle c_{j}^{\dagger }|N_{1},N_{2},\cdots ,N_{j}=1,\cdots \rangle =0}
Ze voldoen aan anticommutatierelaties:
{\displaystyle \left\{c_{i},c_{j}\right\}=0\quad ,\quad \left\{c_{i}^{\dagger },c_{j}^{\dagger }\right\}=0\quad ,\quad \left\{c_{i},c_{j}^{\dagger }\right\}=\delta _{ij}}
Men merke hieruit op dat het tweemaal laten inwerken van een fermionische creatieoperator nul geeft. Het is dus onmogelijk om twee deeltjes in dezelfde eendeeltjestoestand te vinden, conform het uitsluitingsprincipe.

### Veldoperatoren
Er werd al opgemerkt dat er meer dan één manier kan zijn om de vrijheidsgraden in een kwantumveld te "nummeren". De tweede kwantisatie indexeert de velden door hun eendeeltjes-kwantumtoestanden te nummeren. Het is echter natuurlijker om over een "veld", zoals het elektromagnetische veld, te spreken als een verzameling vrijheidsgraden met de positie als index.
Hiertoe kunnen we veldoperatoren definiëren, die deeltjes creëren of vernietigen op een zeker punt in de ruimte. In de deeltjesfysica blijken deze operatoren handiger om mee te werken. Ze zijn namelijk gemakkelijk bij het formuleren van theorieën die voldoen aan de eisen van de relativiteitstheorie.
Eendeeltjestoestanden worden gewoonlijk geïndexeerd volgens hun impuls. We kunnen veldoperatoren opbouwen door een fouriertransformatie toe te passen op de creatie- en annihilatieoperatoren van deze toestanden. De bosonische veld-annihilatieopeator φ(r) is bijvoorbeeld
{\displaystyle \phi (\mathbf {r} )\ {\stackrel {\mathrm {def} }{=}}\ \sum _{j}e^{i\mathbf {k} _{j}\cdot \mathbf {r} }a_{j}}
De bosonische veldoperatoren voldoen aan de commutatierelatie
{\displaystyle \left[\phi (\mathbf {r} ),\phi (\mathbf {r'} )\right]=0\quad ,\quad \left[\phi ^{\dagger }(\mathbf {r} ),\phi ^{\dagger }(\mathbf {r'} )\right]=0\quad ,\quad \left[\phi (\mathbf {r} ),\phi ^{\dagger }(\mathbf {r'} )\right]=\delta ^{3}(\mathbf {r} -\mathbf {r'} )}
waar δ(x) de Diracdeltafunctie voorstelt. Zoals voordien zijn de fermionische relaties dezelfde, maar met anticommutatoren in de plaats van commutatoren.
Het moet worden opgemerkt dat de veldoperatoren níét hetzelfde zijn als de eendeeltjes-golffunctie. De eerste is een operator die inwerkt op de fockruimte, de tweede is een scalair veld. Ze zijn echter nauw verwant en ze worden gewoonlijk met hetzelfde symbool aangeduid. Gaan we bijvoorbeeld uit van een hamiltoniaan in de ruimtelijke voorstelling:
{\displaystyle H=-{\frac {\hbar ^{2}}{2m}}\sum _{i}\nabla _{i}^{2}+\sum _{i<j}U(|\mathbf {r} _{i}-\mathbf {r} _{j}|)}
waar i en j lopen over alle deeltjes, dan is de veldtheoretische Hamiltoniaan
{\displaystyle H=-{\frac {\hbar ^{2}}{2m}}\int d^{3}\!r\;\phi ^{\dagger }(\mathbf {r} )\nabla ^{2}\phi (\mathbf {r} )+\int \!d^{3}\!r\int \!d^{3}\!r'\;\phi (\mathbf {r} )^{\dagger }\phi (\mathbf {r} ')^{\dagger }U(|\mathbf {r} -\mathbf {r} '|)\phi (\mathbf {r'} )\phi (\mathbf {r} )}
Dit lijkt veel op de uitdrukking van de verwachtingswaarde van de energie, met φ die de rol van golffunctie speelt. Deze relatie tussen veldoperatoren en golffuncties maakt het gemakkelijk om veldtheorieën op te bouwen met ruimtelijke hamiltonianen als uitgangspunt.

### Implicaties van de kwantumveldtheorie

#### Unificatie van velden en deeltjes
De procedure van "tweede kwantisatie" die in de vorige paragraaf werd beschreven, vertrekt van een verzameling eendeeltjestoestanden. Soms is het onmogelijk zulke toestanden te definiëren en moet men onmiddellijk beginnen met de kwantumveldtheorie. Een kwantumtheorie van het elektromagnetische veld, bijvoorbeeld, móét een kwantumveldtheorie zijn, aangezien het (om velerlei redenen) onmogelijk is een golffunctie te definiëren voor een enkel foton. In zulke gevallen kan de kwantumveldtheorie worden opgebouwd door een studie van de mechanische eigenschappen van het klassieke veld en door het gissen van de corresponderende kwantumtheorie. De kwantumveldtheorieën die op deze manier worden verkregen, hebben dezelfde eigenschappen als die verkregen door tweede kwantisatie, zoals goed gedefinieerde creatie- en annihilatieoperatoren die voldoen aan commutatie- of anticommutatierelaties.
Kwantumveldtheorieën leveren dus een verenigd kader voor de beschrijving van "veldachtige" objecten (zoals het elektromagnetische veld, waar fotonen excitaties van zijn) en "deeltjesachtige" objecten (zoals elektronen, die worden behandeld als de excitaties van een onderliggend elektronveld).

#### Fysische betekenis van ononderscheidbaarheid van deeltjes
Essentieel voor de tweede kwantisatie is de aanname dat de deeltjes niet onderscheidbaar zijn. Het is niet mogelijk een kwantumveldtheorie op te bouwen uitgaand van onderscheidbare deeltjes, aangezien hun vrijheidsgraden niet te scheiden en te indexeren zijn.
Heel wat natuurkundigen nemen de omgekeerde interpretatie aan: "Kwantumveldtheorie verklaart wat identieke deeltjes zijn." In de gewone kwantummechanica is er weinig reden voor het gebruik van symmetrische (bosonische) of antisymmetrische (fermionische) toestanden, en het feit dat dit zo hoort, wordt beschouwd als een empirisch gegeven. Vanuit het standpunt van de kwantumveldtheorie zijn deeltjes enkel identiek als ze excitaties zijn van hetzelfde onderliggende kwantumveld. De vraag "Waarom zijn alle elektronen identiek?" vloeit dus voort uit het foutieve beeld van elektronen als fundamentele objecten, terwijl het eigenlijk het elektronveld is dat fundamenteel is.

#### Behoud en niet-behoud van deeltjes
Bij de tweede kwantisatie vertrokken we van een hamiltoniaan en een toestandenruimte die een vast aantal deeltjes (N) beschreven, en we eindigden met een Hamiltoniaan en een toestandenruimte voor een willekeurig aantal deeltjes. In heel wat situaties is N uiteraard een belangrijke en welgedefinieerde grootheid, zoals wanneer we een gas van atomen in een vat beschrijven. Vanuit het gezichtspunt van de kwantumveldtheorie worden zulke situaties beschreven door kwantumtoestanden die eigentoestanden zijn van de aantallenoperator {\displaystyle {\hat {N}}}, die het aantal aanwezig deeltjes telt. Zoals met elke kwantummechanische observabele, geeft deze operator een behouden grootheid indien hij commuteert met de hamiltoniaan. In dat geval zit de kwantumtoestand "gevangen" in de deelruimte van de fockruimte met N deeltjes, en de situatie had net zo goed kunnen worden beschreven met gewone N-deeltjes-kwantummechanica.
Men kan bijvoorbeeld zien dat de hamiltoniaan van het vrije boson die hierboven wordt beschreven, deeltjesaantal behoudt. Wanneer de hamiltoniaan op een toestand inwerkt, zal elk deeltje dat wordt vernietigd door een annihilatieoperator ak onmiddellijk worden teruggeplaatst door de creatieoperator ak†.
Aan de andere kant is het mogelijk, en zelfs gangbaar, om kwantumtoestanden tegen te komen die géén eigentoestanden zijn van {\displaystyle {\hat {N}}}, die dus geen welgedefinieerd deeltjesaantal hebben. Zulke toestanden zijn moeilijk of zelfs onhandelbaar met gewone kwantummechanica, maar in kwantumveldtheorieën kunnen ze eenvoudig worden beschreven als superposities van toestanden met verschillende N. Hebben we, bijvoorbeeld, een bosonisch veld waarvan de deeltjes kunnen worden gecreëerd of vernietigd door interactie met een fermionisch veld. De hamiltoniaan van het gecombineerde systeem zou worden gegeven door de hamiltoniaan van het vrije boson- en het vrije fermionveld plus een "potentiële energie"-term zoals
{\displaystyle H_{I}=\sum _{k,q}V_{q}(a_{q}+a_{-q}^{\dagger })c_{k+q}^{\dagger }c_{k}},
waar ak† en ak de bosonische creatie- en annihilatieoperatoren, ck† en ck de fermionische creatie- en annihilatieoperatoren en Vq een parameter voor de beschrijving van de sterkte van de interactie zijn. Deze "interactieterm" beschrijft processen waarin een fermion in toestand k een boson absorbeert of uitzendt, waarbij het fermion overgaat naar een toestand k + q. (In feite wordt dit type hamiltoniaan gebruikt bij de beschrijving van de interactie tussen geleidingselektronen en fononen in metalen. De interactie tussen elektronen en fotonen wordt op gelijkaardige wijze beschreven, maar is een ietwat ingewikkelder door de rol van spin.) Er kan nog worden opgemerkt dat het mogelijk is te starten in een toestand met een vast aantal bosonen en op een later tijdstip typisch te eindigen in een superpositie van toestanden met verschillende aantallen bosonen. Het aantal fermionen is, in dit geval, echter behouden.
In vastestoffysica zijn toestanden met ongedefinieerd aantal deeltjes bijzonder belangrijk voor de beschrijving van verschillende soorten superfluïditeit. Veel van de belangrijkste eigenschappen van superfluïde vloeistoffen zijn te wijten aan het feit dat hun kwantumtoestand een superpositie is van toestanden met verschillende deeltjesaantallen.

### Axiomatische aanpakken
De voorgaande beschrijving van kwantumveldtheorie volgt de geest volgens welke de meeste natuurkundigen het onderwerp benaderen. Dit is echter niet wiskundig rigoureus. De laatste decennia zijn verschillende pogingen gedaan om kwantumveldtheorie op een degelijke wiskundige basis te plaatsen door er een set axioma's voor te formuleren. Deze pogingen kunnen worden gebundeld in twee klassen.
De eerste klasse axioma's, voor het eerst voorgesteld in de jaren 1950, omvat de Wightman-, Osterwalder-Schrader- en Haag-Kastler-systemen. Zij trachtten de fysische notie van een "operatorwaardig veld" te formaliseren in de context van de functionaalanalyse en ze bereikten een zeker succes. Het was mogelijk te bewijzen dat elke kwantumveldtheorie die voldoet aan deze axioma's eveneens voldoet aan enkele algemene theorema's, zoals het spin-statistiektheorema en CPT-symmetrie. Het bleek spijtig genoeg echter ongelooflijk moeilijk om te bewijzen dat enkele realistische kwantumveldtheorieën, zoals het standaardmodel, aan deze axioma's voldoen. De meeste theorieën die konden worden behandeld met deze analytische axioma's, waren fysisch triviaal; ze waren beperkt tot lage dimensies en ze toonden geen interessante dynamica. De constructie van theorieën die aan een van de sets axioma's voldoen, behoort tot de zogenaamde constructieve kwantumveldtheorie. Belangrijk werd in dat gebied werd in de jaren 1970 verricht door Segal, Glimm, Jaffe en anderen.
In de jaren 1980 werd een nieuwe verzameling axioma's voorgesteld, nu gebaseerd op meetkundige ideeën. Dit onderzoek, dat zijn aandacht beperkt tot een bijzondere klasse van kwantumveldtheorie genaamd topologische kwantumveldtheorieën, is opgebouwd door Atiyah en Segal en uitgebreid door Witten, Borcherds, en Kontsevitsj. De meeste fysisch relevante kwantumveldtheorieën, zoals het standaardmodel, zijn echter geen topologische kwantumveldtheorieën; de kwantumveldtheorie van het fractionele kwantum-hall-effect is een belangrijke uitzondering. De impact van axiomatische topologische kwantumveldtheorie was het grootst in de wiskunde, met belangrijke toepassingen in representatietheorie, algebraïsche topologie en differentiaalmeetkunde.
Het vinden van de juiste axioma's voor kwantumveldtheorie is nog steeds een open en moeilijk wiskundig probleem. Een van de Millenniumprijsproblemen — het bewijs van het bestaan van een mass-gap in Yang-Mills-ijktheorie — houdt hiermee verband.

## Fenomenen gelinkt aan kwantumveldtheorie
In het voorgaande hebben we de algemene kenmerken van kwantumveldtheorieën beschreven. Sommige van de theorieën die worden bestudeerd in de verschillende takken van de theoretische natuurkunde, bezitten nog specifieke bijzonderheden, zoals renormaliseerbaarheid, ijksymmetrie en supersymmetrie. Deze worden beschreven in de volgende paragrafen.

### Renormalisatie
Al vroeg in de geschiedenis van de kwantumveldtheorie werd vastgesteld dat veel schijnbaar onschuldige berekeningen, zoals de perturbatieve verschuiving van de energie van een elektron in de aanwezigheid van een elektromagnetisch veld, oneindige resultaten geven. Veel van deze problemen stonden in verband met zwakke punten van de klassieke elektrodynamica die al waren gevonden (maar niet opgelost) in de 19e eeuw. Ze vloeien voort uit het feit dat veel zogenaamde "intrinsieke" eigenschappen van een elektron nauw verbonden zijn met het elektromagnetische veld waarmee het wisselwerkt. Om dit te illustreren, is het nodig zich te herinneren dat een interactie-hamiltoniaan, zoals die die de interactie beschrijft tussen een elektron en het elektromagnetische veld, geen behoud van het aantal deeltjes hoeft te impliceren. Indien we dus starten met een enkel elektron en geen fotonen, zal de kwantumtoestand snel evolueren tot een superpositie van toestanden die een of meer fotonen kunnen bevatten. Hierom is de energie van een "enkel" elektron — zijn zelfenergie — niet gewoon de "naakte" waarde, maar ook de som van de energie die in de 'wolk' van fotonen zit die het elektron vergezelt. Wanneer deze energie wordt berekend, vindt men dat de bijdrage van fotonen met willekeurig hoge energieën (of, equivalent, willekeurig korte golflengten) leidt tot een oneindige waarde.
De oplossing van dit probleem, eerst gegeven door Schwinger, wordt renormalisatie genoemd. De idee is om een "cutoff" (afkapwaarde) op te leggen voor de fotonische bijdrage, bijvoorbeeld door te stellen dat fotonen geen energie kunnen hebben boven een extreem hoge waarde. Elke grootheid die we wensen te berekenen, zoals de rustenergie, is nu eindig maar afhankelijk van de cutoff. We herschrijven de resultaten dan in termen van fysisch waarneembare grootheden, zoals de waargenomen elektronmassa, in de plaats van niet-waarneembare grootheden, zoals de cutoff-energie en de "naakte" elektronmassa. Het uiteindelijke resultaat is onafhankelijk van de details van de cutoff-procedure, inclusief de waarde van de cutoff-energie, op voorwaarde dat de relevante processen gebeuren bij energieën voldoende onder de cutoff.
De renormalisatieprocedure werkt enkel voor een zekere klasse van kwantumveldtheorieën. Deze worden renormaliseerbare kwantumveldtheorieën genoemd. Het standaardmodel van de deeltjesfysica is renormaliseerbaar, zoals zijn deeltheorieën (kwantumelektrodynamica/elektrozwakke theorie en kwantumchromodynamica). Volgens de theorie van de renormalisatiegroep is elke renormaliseerbare theorie een unieke limiet voor lage energie (een zogenaamde "effectieve" veldtheorie) voor een breed gamma aan hoge-energie-theorieën. Renormaliseerbare theorieën zijn daarom onafhankelijk van de exacte aard van de onderliggende hoog-energetische fenomenen.

### IJkvrijheid
Alle fundamentele natuurkrachten worden beschreven door ijktheorieën. Een ijktheorie is een theorie die een symmetrie toelaat met een lokale parameter. In elke kwantumtheorie is bijvoorbeeld de fase van de golffunctie willekeurig en beschrijft deze dus niets fysisch. De theorie is dus invariant onder een globale verandering van fasen, onder het toevoegen van een constante aan alle fases van alle golffuncties. In kwantumelektrodynamica is de theorie ook invariant onder lokale veranderingen in fase. Men kan dus de fasen van alle golffuncties veranderen en deze verandering kan op elk punt van de ruimte anders zijn. Dit is een lokale symmetrie. Om een goedgedefinieerde afleidingsoperator te kunnen hebben, moet echter een nieuw veld worden ingevoerd, het ijkveld, die eveneens transformeert onder de lokale verandering van fase, opdat de totale verandering de afleiding niet zou beïnvloeden. In kwantumelektrodynamica is dit ijkveld het elektromagnetische veld. De lokale verandering van variabelen heet een ijktransformatie. De ijkgroep is de groep waartoe de symmetrieoperaties behoren.
In de kwantumveldtheorie stellen de excitaties van het veld deeltjes voor. De deeltjes geassocieerd met de excitatie van een ijkveld heten ijkbosonen. Dit zijn in het geval van kwantumelektrodynamica de fotonen.
De vrijheidsgraden van een kwantumveldtheorie zijn lokale fluctuaties van het veld. Het bestaan van een ijksymmetrie reduceert het aantal vrijheidsgraden doordat sommige fluctuaties kunnen worden getransformeerd tot nul door een ijktransformatie. Zij zijn dus gelijkwaardig met de afwezigheid van fluctuaties. Deze tot nul herleidbare fluctuaties worden doorgaans onfysische vrijheidsgraden of artefacten van de ijk genoemd. Gewoonlijk hebben sommigen onder hen een negatieve norm, zodat ze ongeschikt zijn voor een consistente theorie. Hierom zal de gekwantiseerde versie van een klassieke veldtheorie met ijksymmetrie deze symmetrie eveneens bezitten. Een ijksymmetrie moet met andere woorden consistent zijn. In de kwantumelektrodynamica bijvoorbeeld, zou een ijkanomalie het opduiken van zowel een polarisatie in de tijd, als in een longitudinale polarisatie hebben geëist. Deze eerste heeft een negatieve norm, zodat de theorie inconsistent wordt. Een andere mogelijkheid is dat deze fotonen alleen in intermediaire processen zouden opduiken en niet in de uiteindelijk reactieproducten, maar dit zou de theorie niet-unitair en ook weer inconsistent hebben gemaakt.
In het algemeen kunnen de ijktransformaties van een theorie bestaan uit verschillende transformaties, die niet noodzakelijk hoeven te commuteren. Deze transformaties worden dan samen beschreven met een wiskundig object genaamd een ijkgroep. Infinitesimale ijktransformaties zijn de generatoren van de ijkgroep. Het aantal ijkbosonen is hierom de dimensie van de groep, het aantal generatoren die samen een basis vormen.
Alle fundamentele natuurkrachten worden beschreven door ijktheorieën. Deze zijn:
- Kwantumelektrodynamica, waarvan de ijktransformaties lokale veranderingen van fase zijn, zodat de ijkgroep U(1) is. Het ijkboson is het foton.
- Kwantumchromodynamica, waarvan de ijkgroep SU(3) is. De ijkbosonen zijn de acht gluonen.
- De elektrozwakke wisselwerking, waarvan de ijkgroep U(1) × SU(2) is.
- De zwaartekracht, waarvan de klassieke theorie, de algemene relativiteitstheorie, een equivalentieprincie toelaat dat de vorm van een ijksymmetrie heeft.

### Supersymmetrie
Supersymmetrie onderstelt dat elk fundamenteel fermion een 'superpartner' heeft die een boson is en omgekeerd. Dit is geïntroduceerd om het zogenaamde hiërarchieprobleem op te lossen: waarom deeltjes die niet worden beschermd door de een of andere symmetrie (zoals het higgsboson) geen stralingscorrecties krijgen zodat hun massa's naar de grote schalen (GUT, Planck…) worden gedreven. Het werd al vlug ontdekt dat supersymmetrie andere interessante eigenschappen heeft: haar ijkversie is een uitbreiding van de algemene relativiteit (superzwaartekracht) en ze is een basisingrediënt voor de consistentie van snaartheorie.
De manier waarop supersymmetrie de hiërarchieën beschermt is: aangezien er voor elk deeltje een superpartner bestaat met dezelfde massa, valt elke lus in een stralingscorrectie weg tegen de lus met de corresponderende superpartner, zodat de theorie UV-eindig wordt.
Aangezien er nog geen superpartners zijn waargenomen, moet supersymmetrie (indien het bestaat) worden gebroken (door een zogenaamde zachte term, die supersymmetrie breekt zonder haar goede kanten kapot te maken). Het meest eenvoudige model van zulk een breking vereist dat de energieën van de superpartners niet te hoog zijn. In dat geval verwacht men supersymmetrie te kunnen observeren bij experimenten met de LHC.

## Aangeraden literatuur
- (en)  Frampton Paul, Gauge Field Theories, Frontiers in Physics, Addison-Wesley, 1986 en Second Edition, Wiley, 2000
- (en)  Greiner, Walter en Müller, Berndt, Gauge Theory of Weak Interactions, Springer, 2000. ISBN 3-540-67672-4
- 't Hooft, Gerard, De bouwstenen van de schepping. 9e druk, Prometheus, Amsterdam, 2014, door de Nobelprijswinnaar van 1999. ISBN 978-90-351-4010-3
- (en)  Loudon, Rodney, The Quantum Theory of Light, Oxford University Press, 1983. ISBN 0-19-851155-8
- (en)  Kane, Gordon, Modern Elementary Particle Physics, Perseus Books, 1987. ISBN 0-201-11749-5
- (en)  Peskin, M en Schroeder, D., An Introduction to Quantum Field Theory, Westview Press, 1995. ISBN 0-201-50397-2
- (en)  Ryder, Lewis H., Quantum Field Theory , Cambridge University Press, 1985, inleiding tot relativistische KVT voor deeltjesfysica. ISBN 0-521-33859-X
- (en)  Weinberg, Steven, The Quantum Theory of Fields, 3 boekdelen, Cambridge University Press, 1995. monumentaal werk door de Nobelprijswinnaar van 1979
- (en)  Wilczek, Frank, Quantum Field Theory, Review of Modern Physics 71, 1999, 85-95, overzichtsartikel door de Nobelprijswinnaar van 2003, volledige tekst te krijgen op hep-th/9803075
- (en)  Zee, Anthony, Quantum Field Theory in a Nutshell, Princeton University Press, 2003, ISBN 0-691-01019-6